# Маркарова Оксана Сергіївна
Окса́на Сергі́ївна Марка́рова (нар. 28 жовтня 1976, Рівне) — український фінансист, політик та дипломат. Посол України в США (з 25 лютого 2021 року), Посол України в Антигуа і Барбуда за сумісництвом (з 5 липня 2023 року). Постійний спостерігач від України при Організації американських держав (з травня 2021 року). Міністр фінансів України (8 червня 2018 — 4 березня 2020). Повний кавалер ордену Княгині Ольги.

## Життєпис
Народилася 28 жовтня 1976 року в Рівному. 1999 року здобула диплом магістра з екології у Києво-Могилянській Академії. Під час навчання в 1996—1998 роках працювала в Міжнародній фундації виборчих систем та в консалтинговій компанії Chemonics Intl. Inc. в рамках проєкту «Українська аграрна товарна біржа».
У 2000 році в США проходила практику в Світовому банку у Вашингтоні, у групі банків та фінансових ринків регіону Європи та Центральної Азії.
Далі навчалася в Університеті Індіани, де у 2001 році здобула ступінь магістра в галузі міжнародних публічних фінансів та торгівлі, отримавши відзнаку за відмінність в навчанні та нагороду найкращого міжнародного студента.
З 2003 по 2014 рік очолювала інвестиційну групу «ITT». Працювала разом із Сергієм Міщенко та своїм чоловіком Данилом Волинцем.

### Міністерство фінансів України
У березні 2015 року стала заступником міністра фінансів України, керівником апарату Міністерства фінансів, а у квітні 2016 року першим заступником міністра фінансів.
За ініціативи Маркарової у 2015 році створено портал відкритих даних у секторі публічних фінансів Є-data (e-data.gov.ua), який складається з модулів spending.gov.ua, openbudget.gov.ua та proifi.gov.ua.
Урядова уповноважена з питань інвестицій (серпень 2016 — січень 2019). В цей час керувала створенням та роботою Офісу залучення та підтримки інвестицій UkraineInvest та ініціювала створення Українського фонду стартапів[джерело?].

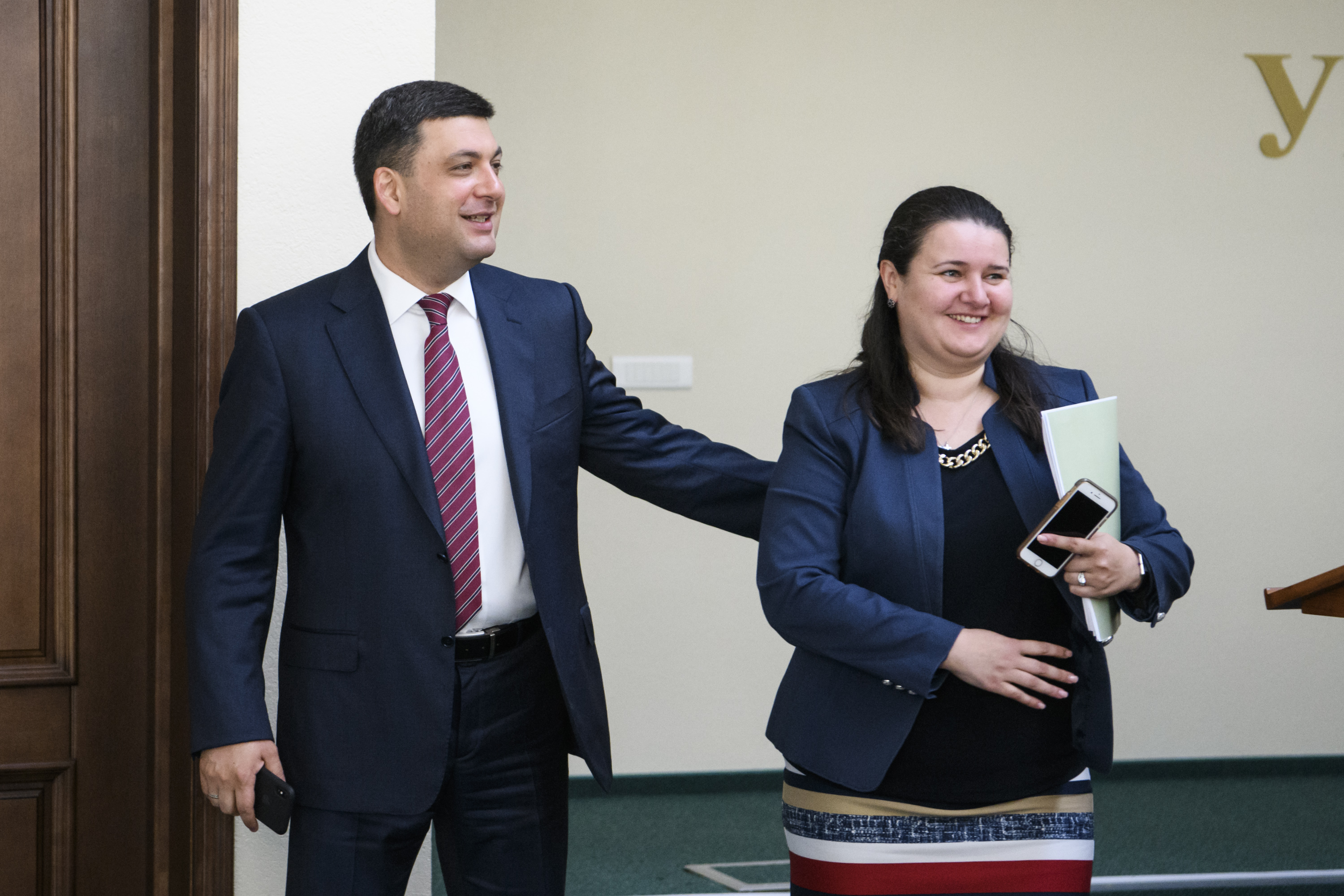
Володимир Гройсман представляє в.о. міністра фінансів Оксану Маркарову апарату Міністерства фінансів

8 червня 2018 року, у зв'язку з відставкою Олександра Данилюка, призначена в.о. міністра фінансів України.
22 листопада 2018 року Верховна Рада України затвердила Маркарову на посаді міністра фінансів. Була перепризначена 29 серпня 2019 року. Входила до РНБО з 31 травня 2019 до 13 березня 2020.
До грудня 2018 року входила в наглядові ради державних банків як представниця уряду.
Входить до Дорадчої Ради Києво-Могилянської Академії, у Коло Друзів Українського католицького університету та Міжнародну організацію молодих президентів (YPO).
4 березня 2020 року Верховна Рада проголосувала за відставку Олексія Гончарука з посади прем'єр-міністра, що потягнуло за собою відставку всього уряду.
Після відставки з посади міністра Макарова заснувала Фундацію розвитку ринку капіталу (зараз — Українська фундація розвитку) та запустила стартап Archidata.

### Робота на посаді посла України в США
Наприкінці листопада 2020 року міністр закордонних справ України Дмитро Кулеба повідомив у фейсбуці, що «запропонував кандидатуру Оксани Маркарової» як «нового Посла України в США». І підкреслив, що це «буде перша в історії Пані Посол України в США». 31 грудня Кулеба заявив в інтерв'ю ТСН, що в МЗС оперативно отримали згоду уряду США на це призначення, сказавши: «ми вже отримали агреман на Оксану, і це безпрецедентно швидке отримання агреману на українського посла з Вашингтона».
25 лютого 2021 року указом президента Володимира Зеленського призначена Надзвичайним і Повноважним Послом України у США.
Одразу після призначення Маркарова повідомила, що серед пріоритетів на новій посаді бачить «посилення співпраці з адміністрацією Джозефа Байдена і політичний діалог на базі їхньої широкої двопартійної підтримки» та «максимальне сприяння … розвиткові бізнесу українських компаній у США … і залученню інвестицій американських компаній в Україну».
Прибула до США та стала до роботи 19 квітня 2021 року.
22 грудня 2021 року присвоєно дипломатичний ранг Надзвичайного і Повноважного Посла в США.

### Діяльність в Організації Американських держав
У травні 2021 року Оксана Маркарова розпочала каденцію Постійного спостерігача України при Організації Американських Держав.
25 лютого 2022 року взяла участь у позачерговому засіданні Постійної ради Організації держав з обговорення ситуації в Україні і виступила з чіткою позицією.
У березні 2022 року закликала виключити представника росії із спостерігачів в ОАД, у квітні відповідне рішення було ухвалене.
Станом на липень 2024 року рамках ОАД прийнято шість документів щодо України, кожен яких засвідчує підтримку з боку переважної більшості держав регіону.
Генеральний секретар ОАД та члени його офісу залучені до низки міжнародних ініціатив України, зокрема, на експертному рівні беруть участь в роботі Коаліції держав за створення спеціального трибуналу для покарання злочину агресії проти України, а також у консультаціях щодо Формули миру Президента Зеленського. У 2022 та 2023 роках Генеральний секретар ОАД Л. Альмагро та співробітники Секретаріату взяли участь у саміті Кримської платформи. 15-16 червня 2024 року Генеральний секретар ОАД Л. Альмагро взяв участь у Глобальному Саміті Миру, що відбувся в Швейцарії. За результатами заходу, ОАД підтримало Спільне комюніке учасників Саміту.
5 липня 2023 року призначена послом України в Антигуа і Барбуді за сумісництвом.

## Персональне життя
Одружена з банкіром, бізнесменом та головою наглядової ради Акордбанку Волинцем Данилом. У сім'ї четверо дітей та онук.

## Скандали та критика
За інформацією проєкту Схеми, Маркарова та її чоловік Волинець могли бути причетними до виведення напередодні банкрутства з «Актив-банку», який належав подружжю, на свою фірму нерухомості — історичного будинку по Борисоглібській вулиці на Подолі за ціною вдесятеро нижче від ринкової. Після банкрутства «Актив-банк» не зміг розрахуватись з усіма вкладниками.
15 січня 2020 року в пресі з'явилася інформація про аудіозапис, автентичність якого неможливо перевірити, на якому кілька людей (зокрема, лунає голос, схожий на Маркарову) обговорюють підготовку доповіді щодо економічної політики президента, причини й наслідки підвищення курсу гривні. Учасники розмови, зокрема, кажуть, що у президента Зеленського є «дуже примітивне розуміння економічних процесів»; чоловік із голосом, схожим на Гончарука, називає «профаном» і себе самого. Коментуючи цю подію, українська преса відзначала, що «слухати цю розмову відверто соромно, оскільки її рівень не відповідає нараді прем'єра, міністра фінансів та зам. голови НБУ». За припущеннями ЗМІ, оприлюднення цього запису могло стати причиною відставки прем'єр-міністра Гончарука та його уряду[джерело?].
Спікер Конгресу США Майк Джонсон звернувся до Зеленського з вимогою звільнити Маркарову з посади, звинувативши її в участі у передвиборчій кампанії на боці демократів, у формі візиту Зеленського на військовий завод у «хиткому» штаті з сенатором Демократом. Речниця Байдена відкинула звинувачення, зауваживши що попередньо Зеленський відвідував заводи штату Юта із сенатором республіканцем і на якому були лише політики республіканці. Колишній посол США в Україні Джон Гербст заявив, що для України це була аполітична історія. А оглядачі з України підмітили, що це саме команда Трампа всіляко ігнорувала будь-які зустрічі з українцями та Зеленським, попри те що українська сторона шукала контактів з «трампістами».

## Доходи і статки
Згідно із декларацією, за 2020 рік Маркарова отримала 165 тис. грн зарплати у Міністерстві фінансів, 30 млн грн доходу від відчуження цінних паперів та корпоративних прав та 478,9 тис. грн відсотків від депозитів в «Акордбанку». Має у цій фінансовій установі 5 млн 523,4 тис. грн та 186 тис. доларів США на рахунках; також має рахунки у «ПриватБанку» та «Ощадбанку».
Має у власності квартиру у Києві вартістю 237 тис. грн, та племінного коня — руду кобилу гановерської породи.
Чоловік Маркарової, Данило Волинець, має у власності 13 земельних ділянок (одну у Львівській області та дванадцять у Ворзелі Київської області), кілька житлових будинків у Ворзелі, квартиру у США, легкові автомобілі «Мерседес» CL500 та «Тойота Гайлендер». Волинець також отримав 838 тис. грн доходу від надання майна в оренду, 1 млн 412,6 тис. грн відсотків від депозитів в «Акордбанку», 3 млн 542,6 тис. грн зарплати в цьому ж банку, та 600 тис. грн виплат від юридичної особи ТОВ БЦ Нивки. Чоловік Маркарової має 8 млн 234,5 тис. грн та 83,8 тис. доларів США на рахунках в «Акордбанку», $701 тис. на рахунку в американському «Сітібанку» та 11 млн грн готівкою.
У липні 2021 року, вже перебуваючи на дипломатичній службі, інвестувала 12,7 млн грн до статутного фонду створеного нею стартапу «Архідата».

## Нагороди та відзнаки
- Орден княгині Ольги I ст. (20 липня 2025) — за вагомий особистий внесок у розвиток міждержавного співробітництва, консолідацію міжнародної підтримки суверенітету та територіальної цілісності України, плідну дипломатичну діяльність та високий професіоналізм[32].
- Орден княгині Ольги II ст. (20 грудня 2024) — за вагомий особистий внесок у розвиток міждержавного співробітництва, плідну дипломатичну діяльність та високий професіоналізм[33]
- Орден княгині Ольги III ст. (28 грудня 2022) — за вагомий особистий внесок у розвиток міждержавного співробітництва, плідну дипломатичну діяльність та високий професіоналізм[34]
- 2018 — Open Data Leader Award за найвищі особисті заслуги у розвитку відкритих даних[35].
- 2020 — Національний орден Франції «За заслуги»[36].
- 2021 — увійшла до 100 найуспішніших жінок України за версією «Новое время»[37].
- Орден «За заслуги» ступені кавалера (Франція, 2020)[36]
- Women & Power Award 2022[38], нагорода американського журналу Moment Magazine
- UСW Excellence in International Leadership award (16 березня 2023)[39], нагорода Університетського клубу Вашингтона
- Diplomacy Award of Citizens Association of Georgetown (10 травня 2023)[40]
- Outstanding Community Leadership Award of Foreign Policy for America (13 червня 2023), нагорода експертної мережі Foreign Policy for America за видатне громадянське лідерство галузі зовнішньої політики[41]
- NED Forum Service medal (29 червня 2023)[42], відзнака Асоціації зовнішньої політики США та Національного фонду розвитку демократії для відзначення посадовців, які зробили видатний внесок у просування демократії в усьому світі.
- Визнана однією із 15 лідерів у категорії «Державне управління» (22 листопада 2023) рейтингу «Список лідерів України УП-100» видання Українська правда[43].
- 2024 — Messenger for Freedom від The Cipher Brief — американського видання, яке фокусується на питаннях національної безпеки, нагороду Outstanding Woman of the Year від Асоціації жінок у міжнародній торгівлі (WIIT) та увійшла до рейтингу «50 надихаючих лідерок» журналу NV[44]

#### Декларація
- Е-декларація [Архівовано 23 листопада 2018 у Wayback Machine.]